# Fußball-Weltmeisterschaft 1978/Gruppe 1
| Pl. | Land        | Sp. | S | U | N | Tore    | Diff. | Punkte |
| --- | ----------- | --- | - | - | - | ------- | ----- | ------ |
| 1.  | Italien     | 3   | 3 | 0 | 0 | 006:200 | +4    | 06:0   |
| 2.  | Argentinien | 3   | 2 | 0 | 1 | 004:300 | +1    | 04:20  |
| 3.  | Frankreich  | 3   | 1 | 0 | 2 | 005:500 | ±0    | 02:40  |
| 4.  | Ungarn      | 3   | 0 | 0 | 3 | 003:800 | −5    | 0:60   |

Gruppe 1 der Fußball-Weltmeisterschaft 1978:

## Frankreich – Italien 1:2 (1:1)
| Frankreich                                                                | Frankreich | Italien | Italien |
| ------------------------------------------------------------------------- | --- | --- | ------- |
| Frankreich                                                                | \| 1. Gruppenspiel \| \| Freitag, 2. Juni 1978 um 13:45 Uhr in Mar del Plata (Estadio Mundialista) \| \| Zuschauer: 42.373 \| \| Schiedsrichter: Nicolae Rainea ( Rumänien) \| \| Spielbericht \|                                                             | \| 1. Gruppenspiel \| \| Freitag, 2. Juni 1978 um 13:45 Uhr in Mar del Plata (Estadio Mundialista) \| \| Zuschauer: 42.373 \| \| Schiedsrichter: Nicolae Rainea ( Rumänien) \| \| Spielbericht \|                                 | Italien |
| Frankreich                                                                | Jean-Paul Bertrand-Demanes – Marius Trésor – Gérard Janvion, Patrice Rio, Maxime Bossis – Henri Michel, Jean-Marc Guillou, Michel Platini – Christian Dalger, Bernard Lacombe (72. Marc Berdoll), Didier Six (76. Olivier Rouyer) Cheftrainer: Michel Hidalgo | Dino Zoff – Gaetano Scirea – Claudio Gentile, Mauro Bellugi, Antonio Cabrini – Romeo Benetti, Giancarlo Antognoni (46. Renato Zaccarelli), Marco Tardelli – Franco Causio, Paolo Rossi, Roberto Bettega Cheftrainer: Enzo Bearzot | Italien |
| Frankreich                                                                | 1:0 Lacombe (1.) | 1:1 Rossi (29.) 1:2 Zaccarelli (52.) | Italien |
| Frankreich                                                                | Michel (1.), Platini (60.) | Tardelli (35.) | Italien |
| 1. Gruppenspiel                                                           | | |         |
| Freitag, 2. Juni 1978 um 13:45 Uhr in Mar del Plata (Estadio Mundialista) | | |         |
| Zuschauer: 42.373                                                         | | |         |
| Schiedsrichter: Nicolae Rainea ( Rumänien)                                | | |         |
| Spielbericht                                                              | | |         |

## Ungarn – Argentinien 1:2 (1:1)
| Ungarn                                                                  | Ungarn | Argentinien | Argentinien |
| ----------------------------------------------------------------------- | --- | --- | ----------- |
| Ungarn                                                                  | \| 1. Gruppenspiel \| \| Freitag, 2. Juni 1978 um 19:15 Uhr in Buenos Aires (Estadio Monumental) \| \| Zuschauer: 71.615 \| \| Schiedsrichter: António Garrido ( Portugal) \| \| Spielbericht \|                  | \| 1. Gruppenspiel \| \| Freitag, 2. Juni 1978 um 19:15 Uhr in Buenos Aires (Estadio Monumental) \| \| Zuschauer: 71.615 \| \| Schiedsrichter: António Garrido ( Portugal) \| \| Spielbericht \|                                                                   | Argentinien |
| Ungarn                                                                  | Sándor Gujdár – István Kocsis – Péter Török (46. Győző Martos), Zoltán Kereki , József Tóth – Károly Csapó, Tibor Nyilasi, Sándor Pintér, Sándor Zombori – András Törőcsik, László Nagy Cheftrainer: Lajos Baróti | Ubaldo Fillol – Daniel Passarella – Jorge Olguín, Luis Galván, Alberto Tarantini – Osvaldo Ardiles, Américo Gallego, José Daniel Valencia (75. Norberto Alonso) – René Houseman (67. Daniel Bertoni), Leopoldo Luque, Mario Kempes Cheftrainer: César Luis Menotti | Argentinien |
| Ungarn                                                                  | 1:0 Csapó (10.) | 1:1 Luque (15.) 1:2 Bertoni (83.) | Argentinien |
| Ungarn                                                                  | Nyilasi (21.), Törőcsik (48.) | Passarella (77.) | Argentinien |
| Ungarn                                                                  | Törőcsik (88.), Nyilasi (89.) | | Argentinien |
| 1. Gruppenspiel                                                         | | |             |
| Freitag, 2. Juni 1978 um 19:15 Uhr in Buenos Aires (Estadio Monumental) | | |             |
| Zuschauer: 71.615                                                       | | |             |
| Schiedsrichter: António Garrido ( Portugal)                             | | |             |
| Spielbericht                                                            | | |             |

## Italien – Ungarn 3:1 (2:0)
| Italien                                                                    | Italien | Ungarn | Ungarn |
| -------------------------------------------------------------------------- | --- | --- | ------ |
| Italien                                                                    | \| 2. Gruppenspiel \| \| Dienstag, 6. Juni 1978 um 13:45 Uhr in Mar del Plata (Estadio Mundialista) \| \| Zuschauer: 26.533 \| \| Schiedsrichter: Ramón Barreto ( Uruguay) \| \| Spielbericht \|                                                              | \| 2. Gruppenspiel \| \| Dienstag, 6. Juni 1978 um 13:45 Uhr in Mar del Plata (Estadio Mundialista) \| \| Zuschauer: 26.533 \| \| Schiedsrichter: Ramón Barreto ( Uruguay) \| \| Spielbericht \|                                        | Ungarn |
| Italien                                                                    | Dino Zoff – Gaetano Scirea – Claudio Gentile, Mauro Bellugi, Antonio Cabrini (75. Antonello Cuccureddu) – Romeo Benetti, Giancarlo Antognoni, Marco Tardelli – Franco Causio, Paolo Rossi, Roberto Bettega (83. Francesco Graziani) Cheftrainer: Enzo Bearzot | Ferenc Mészáros – István Kocsis – Győző Martos, Zoltán Kereki , József Tóth – Károly Csapó, Sándor Pintér, Sándor Zombori – László Pusztai, László Fazekas (46. István Halász), László Nagy (46. András Tóth) Cheftrainer: Lajos Baróti | Ungarn |
| Italien                                                                    | 1:0 Rossi (34.) 2:0 Bettega (36.) 3:0 Benetti (60.) | 3:1 A.Tóth (81., Foulelfmeter) | Ungarn |
| Italien                                                                    | Zombori (26.), Martos (64.) | | Ungarn |
| 2. Gruppenspiel                                                            | | |        |
| Dienstag, 6. Juni 1978 um 13:45 Uhr in Mar del Plata (Estadio Mundialista) | | |        |
| Zuschauer: 26.533                                                          | | |        |
| Schiedsrichter: Ramón Barreto ( Uruguay)                                   | | |        |
| Spielbericht                                                               | | |        |

## Argentinien – Frankreich 2:1 (1:0)
| Argentinien                                                              | Argentinien | Frankreich | Frankreich |
| ------------------------------------------------------------------------ | --- | --- | ---------- |
| Argentinien                                                              | \| 2. Gruppenspiel \| \| Dienstag, 6. Juni 1978 um 19:15 Uhr in Buenos Aires (Estadio Monumental) \| \| Zuschauer: 71.666 \| \| Schiedsrichter: Jean Dubach ( Schweiz) \| \| Spielbericht \|                                                                    | \| 2. Gruppenspiel \| \| Dienstag, 6. Juni 1978 um 19:15 Uhr in Buenos Aires (Estadio Monumental) \| \| Zuschauer: 71.666 \| \| Schiedsrichter: Jean Dubach ( Schweiz) \| \| Spielbericht \|                                                               | Frankreich |
| Argentinien                                                              | Ubaldo Fillol – Daniel Passarella – Jorge Olguín, Luis Galván, Alberto Tarantini – Osvaldo Ardiles, Américo Gallego, José Daniel Valencia (64. Norberto Alonso / 71. Oscar Ortiz) – René Houseman, Leopoldo Luque, Mario Kempes Cheftrainer: César Luis Menotti | Jean-Paul Bertrand-Demanes (58. Dominique Baratelli) – Marius Trésor – Patrick Battiston, Christian Lopez, Maxime Bossis – Henri Michel, Dominique Bathenay, Michel Platini – Dominique Rocheteau, Bernard Lacombe, Didier Six Cheftrainer: Michel Hidalgo | Frankreich |
| Argentinien                                                              | 1:0 Passarella (45., Handelfmeter) 2:1 Luque (73.) | 1:1 Platini (60.) | Frankreich |
| Argentinien                                                              | Six | | Frankreich |
| 2. Gruppenspiel                                                          | | |            |
| Dienstag, 6. Juni 1978 um 19:15 Uhr in Buenos Aires (Estadio Monumental) | | |            |
| Zuschauer: 71.666                                                        | | |            |
| Schiedsrichter: Jean Dubach ( Schweiz)                                   | | |            |
| Spielbericht                                                             | | |            |

## Frankreich – Ungarn 3:1 (3:1)
| Frankreich                                                                 | Frankreich | Ungarn | Ungarn |
| -------------------------------------------------------------------------- | --- | --- | ------ |
| Frankreich                                                                 | \| 3. Gruppenspiel \| \| Samstag, 10. Juni 1978 um 15:10 Uhr in Mar del Plata (Estadio Mundialista) \| \| Zuschauer: 23.127 \| \| Schiedsrichter: Arnaldo Cézar Coelho ( Brasilien) \| \| Spielbericht \|                                               | \| 3. Gruppenspiel \| \| Samstag, 10. Juni 1978 um 15:10 Uhr in Mar del Plata (Estadio Mundialista) \| \| Zuschauer: 23.127 \| \| Schiedsrichter: Arnaldo Cézar Coelho ( Brasilien) \| \| Spielbericht \|            | Ungarn |
| Frankreich                                                                 | Dominique Dropsy – Marius Trésor – Gérard Janvion, Christian Lopez, François Bracci – Jean Petit, Dominique Bathenay, Claude Papi (46. Michel Platini) – Dominique Rocheteau (75. Didier Six), Marc Berdoll, Olivier Rouyer Cheftrainer: Michel Hidalgo | Sándor Gujdár – László Bálint – Győző Martos, Zoltán Kereki , József Tóth – Tibor Nyilasi, Sándor Pintér, Sándor Zombori – László Pusztai, András Törőcsik, László Nagy (73. Károly Csapó) Cheftrainer: Lajos Baróti | Ungarn |
| Frankreich                                                                 | 1:0 Lopez (22.) 2:0 Berdoll (37.) 3:1 Rocheteau (42.) | 2:1 Zombori (41.) | Ungarn |
| Frankreich                                                                 | Frankreich spielte im Trikot von Club Atlético Kimberley | | Ungarn |
| 3. Gruppenspiel                                                            | | |        |
| Samstag, 10. Juni 1978 um 15:10 Uhr in Mar del Plata (Estadio Mundialista) | | |        |
| Zuschauer: 23.127                                                          | | |        |
| Schiedsrichter: Arnaldo Cézar Coelho ( Brasilien)                          | | |        |
| Spielbericht                                                               | | |        |

## Italien – Argentinien 1:0 (0:0)
| Italien                                                                  | Italien | Argentinien | Argentinien |
| ------------------------------------------------------------------------ | --- | --- | ----------- |
| Italien                                                                  | \| 3. Gruppenspiel \| \| Samstag, 10. Juni 1978 um 19:15 Uhr in Buenos Aires (Estadio Monumental) \| \| Zuschauer: 71.712 \| \| Schiedsrichter: Abraham Klein ( Israel) \| \| Spielbericht \|                                                               | \| 3. Gruppenspiel \| \| Samstag, 10. Juni 1978 um 19:15 Uhr in Buenos Aires (Estadio Monumental) \| \| Zuschauer: 71.712 \| \| Schiedsrichter: Abraham Klein ( Israel) \| \| Spielbericht \|                                             | Argentinien |
| Italien                                                                  | Dino Zoff – Gaetano Scirea – Claudio Gentile, Mauro Bellugi (6. Antonello Cuccureddu), Antonio Cabrini – Romeo Benetti, Giancarlo Antognoni (73. Renato Zaccarelli), Marco Tardelli – Franco Causio, Paolo Rossi, Roberto Bettega Cheftrainer: Enzo Bearzot | Ubaldo Fillol – Daniel Passarella – Jorge Olguín, Luis Galván, Alberto Tarantini – Osvaldo Ardiles, Américo Gallego, José Daniel Valencia – Daniel Bertoni, Mario Kempes, Oscar Ortiz (72. René Houseman) Cheftrainer: César Luis Menotti | Argentinien |
| Italien                                                                  | 1:0 Bettega (67.) | | Argentinien |
| Italien                                                                  | Benetti (60.) | | Argentinien |
| 3. Gruppenspiel                                                          | | |             |
| Samstag, 10. Juni 1978 um 19:15 Uhr in Buenos Aires (Estadio Monumental) | | |             |
| Zuschauer: 71.712                                                        | | |             |
| Schiedsrichter: Abraham Klein ( Israel)                                  | | |             |
| Spielbericht                                                             | | |             |